# This Time Around: Live in Tokyo
This Time Around: Live in Tokyo – album koncertowy z linii Mk IV zespołu Deep Purple. Po rozpadzie zespołu w 1976, w roku 1977 wydany został koncertowy album skompilowany z koncertów zespołu w Tokio w grudniu 1975 zatytułowany Last Concert in Japan.
W porównaniu do łatwego jak bułka z masłem wydania ich poprzedniego albumu Made in Japan, teraz prace się załamały i album nigdy nie został wydany w Stanach Zjednoczonych. Dopiero w roku 2001 kompletny koncert wydano w Europie jako This Time Around.
Chociaż widownia była tego nieświadoma podczas koncertu, nowy członek zespołu Tommy Bolin był bardzo uzależniony od narkotyków, co skutkowało fatalnie i w niecały rok zakończyło się jego śmiercią. Bolin podczas koncertu wyglądał bardzo źle, nie miał czucia w lewej ręce po zastrzyku z heroiny.
Po kilkudniowej kuracji lekarskiej Bolin odzyskał czucie w ręce w stopniu wystarczającym do gry podczas rejestrowania koncertu. Był to jego najgorszy występ i do dziś koncert ten uważany jest przez fanów zespołu za jeden z najsłabszych, głównie przez Bolina.

## Lista utworów

### CD 1
| 1. | "Burn" (David Coverdale, Ritchie Blackmore, Jon Lord, Ian Paice)           | 8:08  |
|    |                                                                            |       |
| 2. | "Lady Luck" (Coverdale, Roger Cook)                                        | 2:58  |
|    |                                                                            |       |
| 3. | "Love Child" (Coverdale, Tommy Bolin)                                      | 4:29  |
|    |                                                                            |       |
| 4. | "Gettin' Tighter" (Bolin, Glenn Hughes)                                    | 16:02 |
|    |                                                                            |       |
| 5. | a) "Smoke on the Water" (Ian Gillan, Blackmore, Roger Glover, Lord, Paice) | 9:31  |
|    | b) "Georgia on My Mind" (Hoagy Carmichael, Stuart Gorrell)                 |       |
| 6. | "Wild Dogs" (Bolin, John Tesar)                                            | 6:05  |
|    |                                                                            |       |
|    |                                                                            | 47:13 |
|    |                                                                            |       |

### CD 2
| 1.  | "I Need Love" (Coverdale, Bolin)                          | 5:47    |
|     |                                                           |         |
| 2.  | "Soldier of Fortune" (Coverdale, Blackmore)               | 1:47    |
|     |                                                           |         |
| 3.  | "Jon Lord Solo" (Lord)                                    | 9:43    |
|     |                                                           |         |
| 4.  | "Lazy/Drum Solo" (Gillan, Blackmore, Glover, Lord, Paice) | 13:07   |
|     |                                                           |         |
| 5.  | "This Time Around" (Hughes, Lord)                         | 3:38    |
|     |                                                           |         |
| 6.  | "Owed to G" (Bolin)                                       | 3:29    |
|     |                                                           |         |
| 7.  | "Tommy Bolin Guitar Solo" (Bolin)                         | 7:09    |
|     |                                                           |         |
| 8.  | "Drifter" (Coverdale, Bolin)                              | 4:55    |
|     |                                                           |         |
| 9.  | "You Keep on Moving" (Coverdale, Hughes)                  | 5:59    |
|     |                                                           |         |
| 10. | "Stormbringer" (Coverdale, Blackmore)                     | 8:51    |
|     |                                                           |         |
| 11. | "Highway Star" (Gillan, Blackmore, Glover, Lord, Paice)   | 7:30    |
|     |                                                           |         |
|     |                                                           | 1:11:55 |
|     |                                                           |         |

## Wykonawcy
- Tommy Bolin – gitara, śpiew
- David Coverdale – śpiew
- Glenn Hughes – gitara basowa, śpiew
- Jon Lord – instrumenty klawiszowe, śpiew towarzyszący
- Ian Paice – perkusja